# Переверни этот мир
«Переверни́ этот мир» — второй студийный альбом российской хеви-метал группы «Скипетр», который вышел на лейбле Metalism Records 29 февраля 2012 года.

## Об альбоме
С апреля по май 2011 года в Саратове на «Студии 24» были записаны партии барабанов. В мае на собственной студии группы были записаны партии гитары и бас-гитары, с августа по октябрь — клавишные, с октября по декабрь — вокал.

## Список композиций
| №  | Название                | Текст песни                                    | Музыка                             | Длительность |
| -- | ----------------------- | ---------------------------------------------- | ---------------------------------- | ------------ |
| 1. | «Дай мне огня»          | В. Одоевский, Д. Порецкий                      | В. Одоевский, Д. Порецкий          | 4:11         |
| 2. | «Чувства»               | Д.Порецкий                                     | Д.Порецкий                         | 3:41         |
| 3. | «Слеза скорби»          | Д.Порецкий                                     | Д.Порецкий, В.Одоевский            | 3:59         |
| 4. | «Переверни этот мир»    | Д.Порецкий                                     | В.Одоевский, Д.Порецкий            | 3:20         |
| 5. | «Осколки»               | Д.Порецкий, Е.Ефимова                          | Д.Порецкий, В.Одоевский            | 3:25         |
| 6. | «В погоне за мечтой»    | Д.Порецкий, Е.Ефимова                          | В.Одоевский                        | 3:26         |
| 7. | «Не верь лжецам вокруг» | Д.Порецкий, Е.Ефимова                          | Д.Порецкий                         | 3:38         |
| 8. | «Быть не может иначе»   | Е.Логинова, Д.Порецкий, Е.Ефимова, В.Одоевский | В.Одоевский                        | 4:27         |
| 9. | «Власть в наших руках»  | В.Одоевский, Д.Порецкий                        | В.Одоевский, Д.Порецкий, Е.Ефимова | 3:36         |

## Участники записи
- Анастасия Романцова — вокал
- Виктор Одоевский — гитара, бас-гитара
- Екатерина Ефимова — клавишные
- Дмитрий Порецкий — ударные